# Boj o Moskvu
Boj o Moskvu (rusky Битва за Москву) je československo-sovětský válečný hraný film z roku 1985 režiséra Jurije Ozerova. Jde o filmovou kroniku historických událostí z počátku druhé světové války respektive Velké vlastenecké války nejen na východní sovětsko-německé frontě, ve které je zobrazena řada navazujících reálných historických událostí včetně války zpravodajských služeb. Na první část filmového díla s podtitulem Agrese navazuje část druhá s podtitulem Tajfun.
V tomto snímku je několikrát vyobrazen tuhý odpor, který na počátku velké vlastenecké války vedli sovětští obránci Brestské pevnosti, kterým velel pozdější Hrdina Sovětského svazu major Gavrilov.

## Obsazení
| Michail Uljanov      | Georgij Konstantinovič Žukov (mluví Čestmír Řanda)        |
| Jakov Tripolskij     | Josif Vissarionovič Stalin (mluví Jiří Holý)              |
| Alexandr Goloboroďko | Konstantin Konstantinovič Rokossovskij (mluví Jan Kanyza) |
| Vitalij Rozstalnyj   | Semjon Konstantinovič Timošenko (mluví Vilém Besser)      |
| Nikolaj Zasuchin     | Vjačeslav Michajlovič Molotov (mluví Karel Richter)       |
| Vjačeslav Jezepov    | Alexandr Sergejevič Ščerbakov (mluví Josef Velda)         |
| Vladimir Trošin      | Kliment Jefremovič Vorošilov (mluví Milan Mach)           |
| Bruno Frejndlich     | Boris Michajlovič Šapošnikov (mluví Soběslav Sejk)        |
| Jurij Jakovlev       | Leonid Grigorjevič Petrovskij (mluví Jiří Klem)           |
| Mikk Mikiver         | Ivan Stěpanovič Koněv (mluví Václav Mareš)                |
| Gennadij Sajfulin    | Dmitrij Danilovič Leljušenko (mluví Jan Schánilec)        |

## Dále hrají
| Anatolij Nikitin        | Michail Ivanovič Kalinin                   |
| Stěpan Mikojan          | Anastáz Ivanovič Mikojan                   |
| Juozas Budrajtis        | Richard Sorge                              |
| Alexandr Filippenko     | Dmitrij Grigorjevič Pavlov                 |
| Nikolaj Volkov          | Michail Petrovič Kirponos                  |
| Leonid Kulagin          | Gurkajev                                   |
| Irina Šmeljovová        | Zoja Kosmoděmjanská                        |
| Achim Petri             | Adolf Hitler                               |
| Ernst Heisse            | Fedor von Bock                             |
| Helmut Helsdorf         | Franz Halder                               |
| Gerd-Michael Hennenberg | Wilhelm Keitel                             |
| Joachim Tomaschewski    | Günther von Kluge                          |
| Erich Veldre            | Heinz Guderian                             |
| Eckhard Becker          | Klausen                                    |
| Lev Prygunov            | Lev Michajlovič Dovator                    |
| Konstantin Stěpankov    | Ivan Vasiljevič Panfilov                   |
| Alexandr Vojevodin      | Vasilij Georgijevič Kločkov                |
| Nikolaj Krjučkov        | stařec                                     |
| Josef Bárta             | velvyslanec                                |
| Miroslav Bezdíček       | Gorškov                                    |
| Lena Birková            | plačící žena                               |
| Hana Brejchová          | plačící žena                               |
| Jana Viščaková          | plačící žena                               |
| Emma Černá              | Rokossovská                                |
| Jaroslav Drbohlav       | sovětský důstojník – dělostřelecký kapitán |
| Karel Hábl              | důstojník – adjutant                       |
| Jiří Holý               | Hopkins                                    |
| Svatopluk Matyáš        | Vilkov                                     |
| Martin Stropnický       | poručík                                    |
| Gabriela Wilhelmová     | stenotypistka                              |
| Vjačeslav Tichonov      | vypravěč                                   |
| Romualds Ancāns         | major Gavrilov                             |
| Nikolaj Ivanov          | plukovník Polosuchin                       |